# Кљуна
Кљуна је насељено мјесто у општини Невесиње, Република Српска, БиХ. Према попису становништва из 1991. у насељу је живјело 165 становника.

## Становништво
На Попису 1991. године овдје су живјеле породице: Аличић, Баралија, Брајевић, Чопељ, Ханџо, Касумовић, Купусија, Нурковић, Омерика, Паликућа и Жугор.
| Демографија | Демографија | Демографија |
| Година      | Становника  | Становника  |
| ----------- | ----------- | ----------- |
| 1961.       | 264         |             |
| 1971.       | 269         |             |
| 1981.       | 200         |             |
| 1991.       | 165         |             |